# Kostwinnersmodel
Het kostwinnersmodel is een maatschappelijk fenomeen waarin gezinnen waarvan de mannelijke echtgenoot buitenshuis (als kostwinner) werkt en de vrouw voor het huishouden en de kinderen zorgt als ideaal worden gezien. Het ontstond vanuit economische, sociale en politiek-ideologische denkbeelden en was gedurende meerdere decennia de overheersende norm in de westerse maatschappij. 
Het kostwinnersmodel vond zijn oorsprong aan het einde van de negentiende eeuw en vierde hoogtij in de eerste helft van de twintigste eeuw. De invloed ervan is in de eenentwintigste eeuw nog steeds merkbaar.

## Kenmerken
Het kostwinnersmodel laat zich kenmerken door verschillende zaken.
- Er is een duidelijke taakverdeling in het gezin. Betaald werk buitenshuis wordt verricht door mannen; vrouwen blijven thuis en verrichten onbetaald werk in de vorm van zorgen voor huishouden en kinderen.
- Ook de verhoudingen in het gezin zijn duidelijk verdeeld. Mannen zijn het hoofd van het huishouden en vertegenwoordigen het gezin, vrouwen blijven op de achtergrond.
- Arbeid is sterk gereguleerd. Op de werkvloer heerst een grote mate van segregatie.
- De overheid speelt een actieve en regulerende rol in de maatschappij.
- Er is een duidelijke christelijke ideologie die de positie van mannen, vrouwen en kinderen bevestigt.

## Opkomst van het kostwinnersmodel in Nederland
In de negentiende eeuw kwam de industrialisatie op gang. Gezinnen trokken naar de steden en gingen aan de slag in fabrieken. Over het algemeen was dit werk streng georganiseerd en waren er typische mannen- en vrouwenwerkzaamheden.  Hoewel het in eerste instantie noodzakelijk was dat zowel mannen als vrouwen een bijdrage leverden aan het gezinsinkomen, werd in de loop der tijd het idee van een werkende gehuwde vrouw steeds meer als onwenselijk gezien. Dit had zowel economische, sociale als politiek-ideologische redenen. 
Vrouwen verdienden vaak een lager loon dan mannen, waarmee zij goedkopere arbeidskrachten waren en werden gezien als concurrentie voor mannen. Gehuwde vrouwen leverden door dat lagere loon een kleinere bijdrage aan het gezinsinkomen, waardoor het voordeliger was als zij thuis het huishouden deden en de kinderen verzorgden als men zich geen huishoudelijk personeel kon veroorloven. Tevens gaf het een zekere status als een gezin het zich kon veroorloven om van een enkel inkomen rond te komen. Een werkende gehuwde vrouw werd gezien als een vorm van armoede. Voor ongehuwde vrouwen was het wel gebruikelijk om een baan te hebben, als aanvulling op het inkomen van de ouders. Het was de norm dat zij ontslag namen zodra zij trouwden.
Het beeld van de vrouw als verzorger van het gezin die het mogelijk maakte voor de man om buitenshuis het gezinsinkomen te verdienen werd gesteund door de vakbonden, die zich inzetten voor een hoger loon voor mannen zodat zij hun gezin konden onderhouden. Ook sloot dit aan bij het denkbeeld van christelijke politici waarin het kostwinnerschap van de man en het opvoeden van de kinderen door de vrouw als roeping werd gezien. Aangejaagd door dit geheel van denkbeelden, tradities en principes ondersteunde de overheid deze verdeling tussen mannen en vrouwen door hervormingen in wetgeving en sociale zekerheid, die het ongunstiger en in sommige gevallen zelfs onmogelijk maakten voor gehuwde vrouwen om te werken. Zo werd het door het arbeidsverbod voor gehuwde vrouwen vanaf 1924 onmogelijk voor gehuwde vrouwen om in overheidsdienst te werken. Ook was het voor gehuwde vrouwen niet mogelijk om zelfstandig aanspraak te maken op uitkeringen. Het huwelijk werd daardoor voor de vrouw een vorm van levensverzekering. De gezinsvorm waarin de man werkte en de vrouw thuis bleef bij de kinderen was steeds meer de maatschappelijke standaard, waarmee het kostwinnersmodel was geboren.

## Overgang naar  het tweeverdienersmodel
Niet iedereen zag het kostwinnersmodel als een wenselijke situatie. Onder andere vrouwenorganisaties verzetten zich. Een poging van politicus Carl Romme in 1937 om vrouwenarbeid in het geheel te verbieden was niet succesvol, en het arbeidsverbod voor gehuwde ambtenaressen werd in 1956 met het aannemen van de Motie-Tendeloo afgeschaft. In navolging hierop werd in 1957 ook de handelingsonbekwaamheid voor gehuwde vrouwen afgeschaft. Steeds meer werd voor vrouwen de weg vrij om aan de slag te gaan, al was daar in eerste instantie nog weinig van merkbaar. 
Gedurende de jaren zestig kwam de tweede feministische golf op gang en werd de welvaart groter, waardoor de vraag naar arbeidskrachten toenam. Huisvrouwen werden steeds meer gezien als onbenut arbeidspotentieel. Door het hervormen van de leerplichtwet kregen meisjes meer kansen om zich te ontwikkelen, waarmee zij betere kansen kregen op de arbeidsmarkt. De overheid moedigde in de jaren tachtig arbeidsparticipatie van vrouwen aan. In de loop der jaren werd het steeds gangbaarder dat gehuwde vrouwen bleven werken, al werkten zij vaak parttime en de mannen fulltime. 
In het eerste kwart van de eenentwintigste eeuw is nog steeds te zien dat de arbeidsparticipatie van vrouwen lager is dan mannen, al wordt deze steeds hoger. Kostwinnersgezinnen komen steeds minder voor. Vrouwen zijn steeds vaker economisch zelfstandig. De steeds vaker voorkomende gezinsvorm waarin zowel man als vrouw een bijdrage leveren aan het inkomen en zorg- en huishoudelijke taken vaak worden uitbesteed wordt het anderhalf- of tweeverdienersmodel genoemd.